# Матильда Ланкастерська, графиня Ольстер
Матильда Ланкастерська або Мод Ланкастерська (англ. Maud of Lancaster; близько 1310, замок Каррікфергус, Ольстер, лордство Ірландія — 5 травня 1377, імовірно Брейс-Ярд або Кемпсі-Еш, Саффолк, Королівство Англія) — англійська аристократка з королівської династії Плантагенетів, дочка Генрі, 3-го графа Ланкастера, дружина ірландського землевласника Вільяма де Бурга, 3-го графа Ольстера (у 1327—1333 роках), та юстиціарія Ірландії Ральфа де Уффорда (у 1343—1346 роках). Після смерті другого чоловіка постриглася в черниці.

## Життєпис
Народилася приблизно 1310 року в замку Каррікфергус в Ольстері й належала до молодшої гілки англійського королівського дому Плантагенетів. Третя дитина і друга дочка Генрі Плантагенета, 3-го графа Ланкастера та 3-го графа Лестера, онука короля Генріха III, від шлюбу з Матільдою (Мод) де Чаворт; всього в цьому шлюбі народилися шість дочок і один син — Генрі Гросмонт, який часто представляв інтереси Матильди.
Доля Матильди через обидва шлюби була пов'язана з Ірландією. 1327 року її видали за Вільяма де Бурга, 3-го графа Ольстера і 5-го барона Коннахта, великого ірландського землевласника, який перебував з нею в доволі близькій спорідненості. 1332 року графиня народила дочку Елізабет, а роком пізніше її чоловіка вбили змовники. Матильді довелося втекти до Англії разом із дитиною (тепер — формально графинею Ольстер і баронесою Коннахт у своєму праві). Доходів із земель де Бургів вона вже не отримувала: Ірландію охопила громадянська війна, до того ж третиною сімейних володінь керувала її свекруха. Графиня постаралася використати спорідненість із королем Едуардом III (троюрідним братом), щоб поліпшити своє фінансове становище та відновити вплив у Ірландії. Вона отримала доходи з низки пріоратів, 1337 року домоглася заборони для юстиціарію прощати вбивць її чоловіка, а 1339 року — призначення її камергера Г'ю де Бурга дублінським скарбником. Дочка Матильди 1341 року заручилась із сином короля Лайонелом Антверпенським.
Не пізніше червня 1343 графиня вийшла заміж вдруге — за сера Ральфа де Уффорда, брата 1-го графа Саффолка. У серпні того ж року подружжя перебувало в Авіньйоні, де одержали від папи Климента VI низку привілеїв і звільнення від даної раніше обітниці здійснити паломництво в Сантьяго-де-Компостела. Незабаром Уффорда призначено юстиціарієм Ірландії. Він із дружиною прибули до Дубліна в липні 1344 з загоном із 40 латників і 200 лучників. До листопада 1345 відносяться повідомлення про нову вагітність Матильди, а в квітні 1346 її чоловік помер від хвороби, і графині довелося знову спішно виїхати з Ірландії з дочкою, що народилася на той час. Хроніст зловтішно повідомляє, що Матильда, яка ще недавно поводилася як королева острова, покинула Дублінський замок потай, через задні ворота, щоб уникнути глузувань натовпу.
Повернувшись до Англії, графиня вирішила постригтися у черниці. 1347 року вона стала канонісою в августинському абатстві Кемпсі-Еш у Саффолку, де поховано її другого чоловіка; на її гроші там засновано світський коледж, переведений 1354 року в сусідній Брейс-Ярд, де Лайонел Антверпенський пізніше заснував францисканський жіночий монастир. 1369 року графиня жила в Брейс-Ярді. Згідно з Оксфордським словником, імовірно саме там вона й померла 5 травня 1377 року, а похована в Кемпсі-Еш. За даними Елісон Вейр, Матільда померла в Кемпсі-Еш, а в Брейс-Ярді її поховали.

## Нащадки
У двох шлюбах народила двох дочок. Старша дочка, Елізабет де Бург (1332—1363), вийшла за Лайонела Антверпенського, який завдяки цьому став черговим графом Ольстер, а пізніше отримав титул герцога Кларенського. Вона народила лише одну дочку, Філіпу, нащадками якої є пізні Мортімери та Йорки.
У шлюбі з сером Ральфом де Уффордом народилася (наприкінці 1345 або на початку 1346) дочка Матильда (Мод), дружина Томаса де Вера, 8-го графа Оксфорда. Вона померла 1413 року. Її єдиний син Роберт де Вер, 9-й граф Оксфорд, був фаворитом короля Річарда II, від якого отримав титул герцога Ірландії.